# Ryan M. Williams
Ryan M. Williams (...) è un astronomo statunitense.
Il Minor Planet Center gli accredita la scoperta dell'asteroide 34611 Nacogdoches effettuata il 25 ottobre 2000 in collaborazione con W. Dan Bruton, suo professore all'Università Stephen Austin.